# Biba Bertok
Biba Bertok, slovenska oblikovalka, * 1941, Celje.

## Priznanja in odlikovanja
Leta 1981 je soprejela nagrado Prešernovega sklada »za oblikovanje serijskega pohištva«.